# Ivinhema Futebol Clube
El Ivinhema Futebol Clube es un equipo de fútbol de Brasil que juega en el Campeonato Sul-Matogrossense, la primera categoría del estado de Mato Grosso del Sur.

## Historia
Fue fundado el 1 de enero de 2006 en el municipio de Ivinhema del estado de Mato Grosso del Sur como parte de la segunda división estatal. En 2007 consigue el ascenso al Campeonato Sul-Matogrossense por primera vez como subcampeón de la segunda división.
En 2008 logra ganar el título del Campeonato Sul-Matogrossense por primera vez, con lo que logra la clasificación para la Copa de Brasil de 2009, su primer torneo a nivel nacional. En su primera participación en la copa nacional es eliminado en la primera ronda por el CR Flamengo de Río de Janeiro por marcador de 0-5; en ese mismo año pierde la final estatal y logra clasificar a la Copa de Brasil por segunda ocasión consecutiva.
En 2010 vuelve a ser eliminado en la primera ronda de la Copa de Brasil, esta vez por el Clube Náutico Capibaribe del estado de Pernambuco por marcador de 2-4 a pesar de haber empatado 1-1 en el partido de ida. En 2015 vuelve a perder la final estatal, aunque con ello logra clasificar a la Copa de Brasil por tercera vez en 2016, donde vuelve a ser eliminado en la primera ronda por el Clube de Regatas Brasil del estado de Alagoas con marcador de 0-2.

## Palmarés
- Campeonato Sul-Matogrossense: 1

2008

## Jugadores

### Jugadores destacados
- Ismaily Gonçalves dos Santos
- Célio da Silva